# Le Cahier bleu
Cet article concerne la circulaire française. Pour le tableau de Matisse, voir Le Cahier bleu (Matisse).
Le Cahier bleu est une bande dessinée du Français André Juillard publiée en 1993-1994 dans la revue (À suivre) avant d'être recueillie en album par Casterman.

## Récompenses
- 1995 :  Alph-Art du meilleur album français au festival d'Angoulême[1]